# Syngrapha conscripta
Syngrapha conscripta là một loài bướm đêm trong họ Noctuidae.